# Tattoo (песня Лорин)
«Tattoo» (с англ. — «Татуировка») — песня шведской певицы Лорин, выпущенная в качестве сингла 25 февраля 2023 года. Песня была избрана в качестве конкурсной заявки Швеции на конкурсе песни «Евровидение-2023» после победы на Melodifestivalen 2023, национальном отборе Швеции на «Евровидение» в этом году. После выступления на Melodifestivalen песня дебютировала на первом месте в шведском чарте синглов, а также вошла в чарты в 14 других странах. 9 мая 2023 года Лорин выступила с этой песней в первом полуфинале «Евровидения-2023» проходившем в Ливерпуле и прошла в финал, прошедшем 13 мая, где заняла первое место. На следующий день «Tattoo» набрала 4 275 290 прослушиваний на Spotify и, таким образом, побила рекорд по количеству прослушиваний, когда-либо достигнутых песней с «Евровидения» за один день. Это также стало наибольшим количеством прослушиваний, которое любая шведская певица когда-либо получала за один день.

## Конкурс песни «Евровидение-2023»

### Melodifestivalen 2023

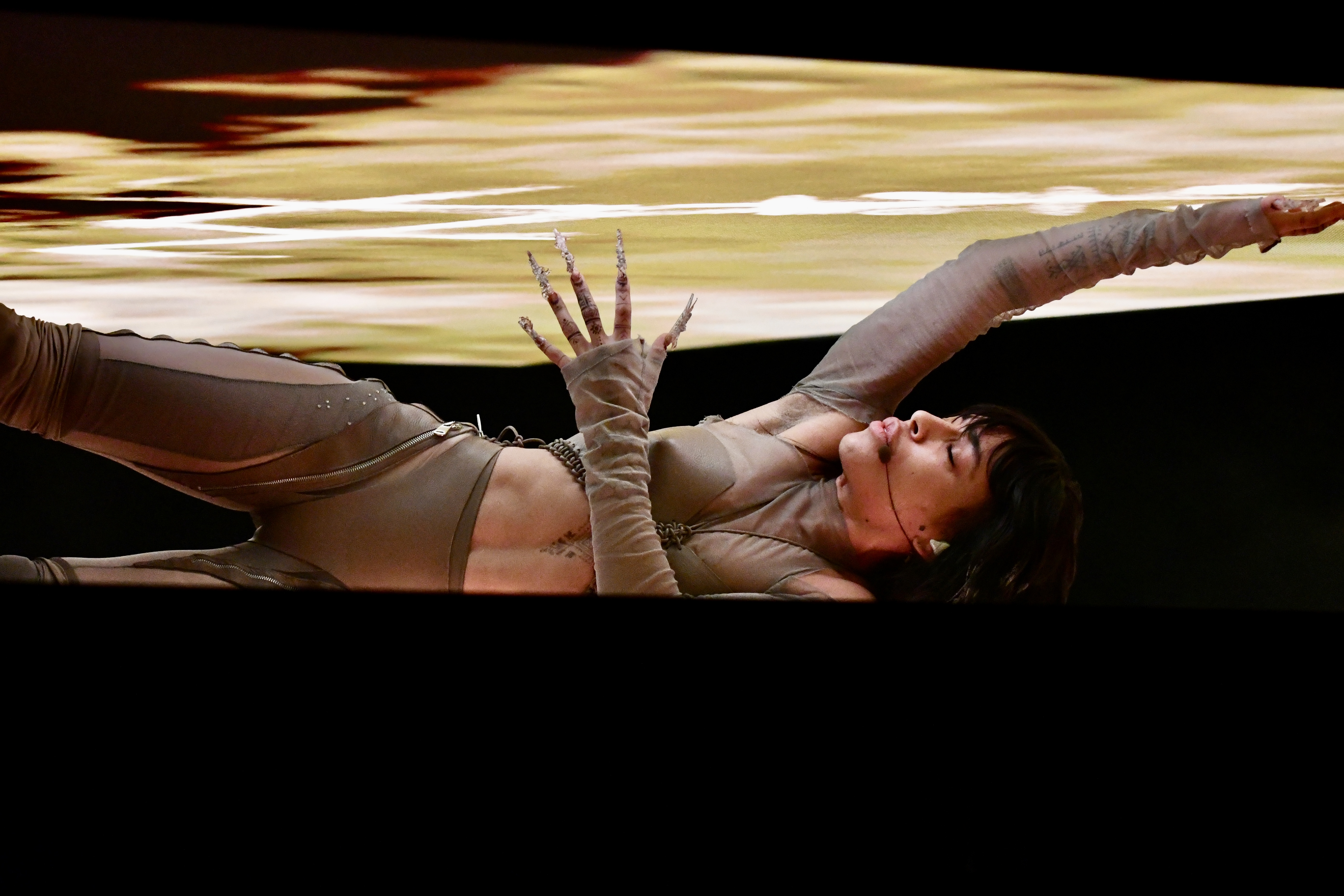
Лорин во время исполнения «Tattoo». Один из открывающих номер кадров.

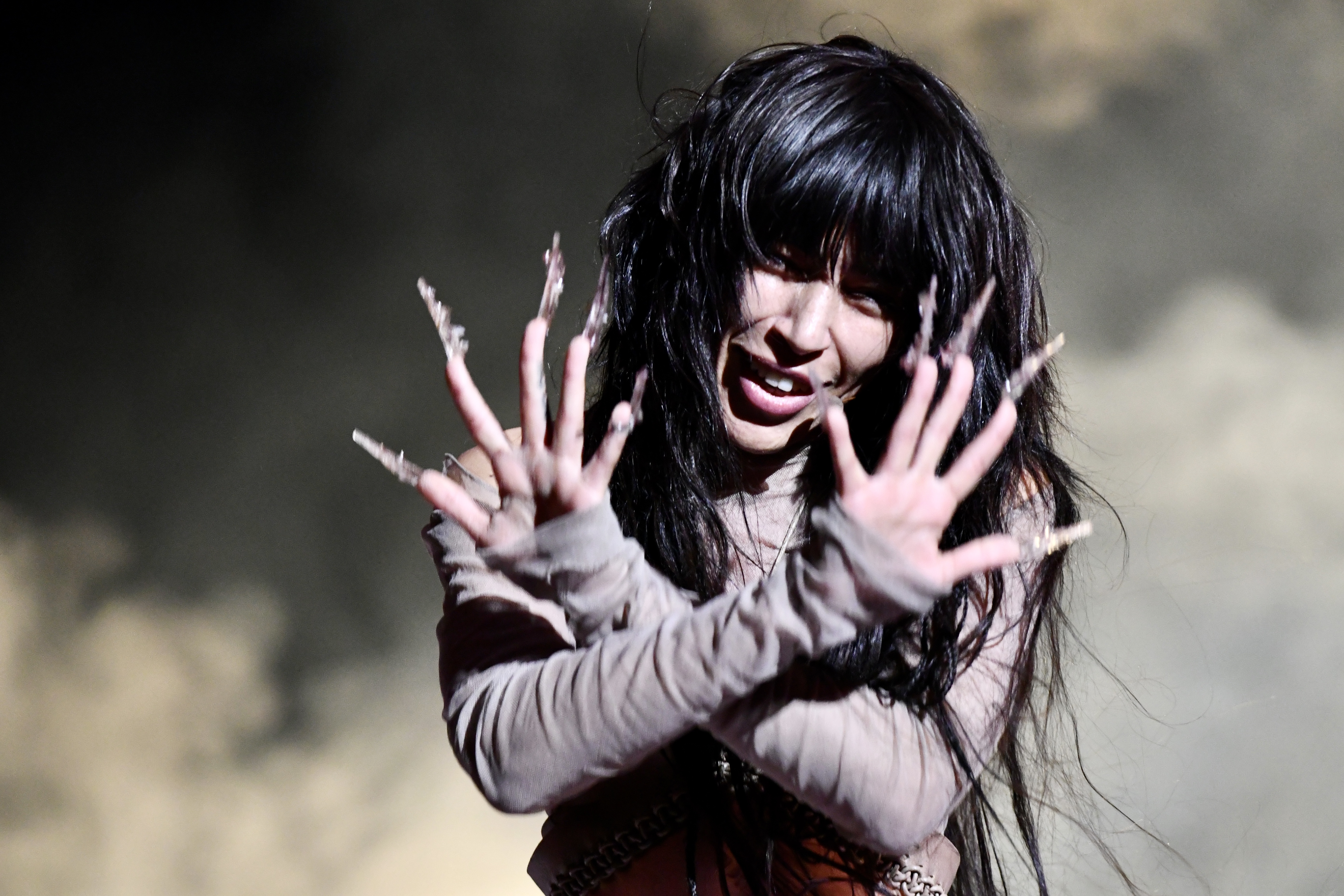
Жест, использующийся в конце выступления.

Музыкальный конкурс Melodifestivalen используется шведским национальным вещателем SVT как метод отбора представителя Швеции на конкурсе песни «Евровидение» на ежегодной основе. В 2023 году Лорин приняла участие в конкурсе в четвёртый раз, до этого участвуя в 2011, 2012 и 2017 годах.
Номер Лорин имел сложную конструкцию декораций для сцены: выступление начинается с того, что Лорин ложится между двумя экранами площадью 16 квадратных метров. Верхний экран расположен на подставке и свешен на цепях с общим весом конструкции в 1,8 тонны, она приводится в движение четырьмя моторами. В начале выступления исполнительница зажата между экранами, однако по ходу выступления верхний экран поднимается вверх.
В финале конкурса, прошедшего 11 марта 2023 года, Лорин заняла первое место и получила право представлять Швецию на конкурсе песни «Евровидение-2023». На Spotify песня побила рекорд для песен конкурса, набрав около 375 000 просмотров менее чем за два дня после релиза.

#### Инциденты
Перед первым официальным исполнением песни на конкурсе, запись с репетиции для прессы оказалась в открытом доступе. Публикация конкурсных работ до их премьеры и без разрешения SVT нарушает правила конкурса и заявка рискует быть дисквалифицированной. Однако каждый инцидент рассматривается индивидуально, и, по словам SVT, в данном случае дисквалификация не требовалась.
Во время премьеры песни на конкурсе 25 февраля 2023 года на сцену вышел активист, организаторы были вынуждены прервать выступление и дали Лорин ещё один шанс исполнить песню полностью повторно.

### На «Евровидении»
Согласно правилам «Евровидения», все страны, за исключением принимающей страны и стран «Большой пятёрки» (Франция, Германия, Италия, Испания и Великобритания), должны пройти отбор в одном из двух полуфиналов, чтобы попасть в финал; десять лучших стран из каждого полуфинала проходят в финал. Швеция участвовала в первом полуфинале конкурса, прошедшем 9 мая 2023 в Ливерпуле. Лорин прошла в финал конкурса и 13 мая выступила в первой половине шоу под номером 9, позднее заняв первое место в финале, набрав в сумме 583 балла по результатам голосования зрителей и жюри.

## Список композиций
| №  | Название | Длительность |
| -- | -------- | ------------ |
| 1. | «Tattoo» | 3:03         |

| №  | Название                                  | Длительность |
| -- | ----------------------------------------- | ------------ |
| 1. | «Tattoo (Acoustic)» (акустическая версия) | 3:34         |

## Чарты и сертификации
| Чарт (2023)                          | Высшая позиция |
| ------------------------------------ | -------------- |
| Австралия (Australia Digital Tracks) | 9              |
| Австрия (Ö3 Austria Top 40)          | 1              |
| Бельгия/Фландрия (Ultratop 50)       | 1              |
| Бельгия/Валлония (Ultratop 50)       | 1              |
| Болгария (PROPHON)                   | 3              |
| Канада (Billboard)                   | 37             |
| СНГ (TopHit)                         | 4              |
| Хорватия (Billboard)                 | 5              |
| Хорватия (HRT)                       | 4              |
| Чехия (Rádio — Top 100)              | 37             |
| Чехия (Singles Digitál Top 100)      | 9              |
| Дания (Tracklisten)                  | 13             |
| Эквадор (Monitor Latino)             | 8              |
| Эстония (IFPI)                       | 14             |
| Финляндия (Suomen virallinen lista)  | 3              |
| Франция (SNEP)                       | 14             |
| Германия (GfK)                       | 7              |
| Global 200 (Billboard)               | 15             |
| Global 200 Excl. US (Billboard)      | 7              |
| Греция (IFPI)                        | 1              |
| Венгрия (Single Top 40)              | 5              |
| Исландия (Plötutíðindi)              | 1              |
| Ирландия (IRMA)                      | 3              |
| Израиль (Media Forest)               | 1              |
| Италия (FIMI)                        | 24             |
| Латвия (EHR)                         | 1              |
| Латвия (LAIPA)                       | 2              |
| Литва (AGATA)                        | 2              |
| Люксембург (Billboard)               | 1              |
| Нидерланды (Dutch Top 40)            | 1              |
| Нидерланды (Single Top 100)          | 1              |
| Новая Зеландия (RMNZ)                | 19             |
| Норвегия (VG-lista)                  | 2              |
| Польша (Polish Airplay Top 100)      | 7              |
| Польша (Polish Streaming Top 100)    | 4              |
| Португалия (AFP)                     | 15             |
| Румыния (Billboard)                  | 18             |
| Россия (TopHit)                      | 7              |
| Словакия (Rádio — Top 100)           | 21             |
| Словакия (Singles Digitál Top 100)   | 23             |
| Испания (PROMUSICAE)                 | 22             |
| Суринам (Nationale Top 40)           | 4              |
| Швеция (Sverigetopplistan)           | 1              |
| Швейцария (Schweizer Hitparade)      | 1              |
| Великобритания (OCC UK Singles)      | 2              |
| Украина (TopHit)                     | 26             |

| Чарт (2023)                     | Высшая позиция |
| ------------------------------- | -------------- |
| СНГ (TopHit)                    | 22             |
| Россия (Russia Airplay, TopHit) | 24             |
| Украина (TopHit)                | 84             |

### Сертификации
| Регион | Сертификация | Продажи   |
| --- | ------------ | --------- |
| Польша (ZPAV) | Платиновый   | 50 000    |
| Испания (PROMUSICAE) | Золотой      | 30 000    |
| Великобритания (BPI) | Серебряный   | 200 000   |
| Стриминг |              |           |
| Греция (IFPI Greece) | Золотой      | 1 000 000 |
| Данные о продажах + прослушиваниях приведены только на основе сертификации. · Данные только о прослушиваниях приведены на основе сертификации. |              |           |